# Elyne Roussel
Elyne Roussel, née le 5 décembre 2005 à Lannion (Côtes-d'Armor), est une coureuse cycliste française spécialisée en cyclisme sur route.

## Carrière
En tant que junior deuxième année, en 2023, Elyne effectue un stage à partir du mois d'août au sein de l’équipe Arkéa. Lors des championnats du monde, elle termine onzième de la course en ligne. Un mois et demi plus tard, elle prend la cinquième place de la course en ligne des championnats d'Europe, remportée par Fleur Moors.
En 2024, Elyne Roussel rejoint l'équipe St Michel-Mavic-Auber 93. Elle fait ses débuts avec cette formation en Australie, en prenant le départ du Women's Tour Down Under au mois de janvier. Plus tard dans l'année, elle participe notamment à Paris-Roubaix, qu'elle termine hors délais, ainsi qu'à Liège-Bastogne-Liège. 
En juillet 2025, elle est la plus jeune participante au départ du Tour de France Femmes, où elle abandonne lors de la quatrième étape.

## Palmarès sur route

### Par années
- 2020
  - 2e du championnat de France sur route minimes-cadettes
- 2023
  - 5e du championnat d'Europe sur route juniors

### Résultats sur les grands tours

#### Tour de France
2 participations 
- 2024 : abandon (4e étape)
- 2025 : abandon (7e étape)

### Classements mondiaux
| Année                                 | 2024 |
| ------------------------------------- | ---- |
| Classement UCI                        | 954e |
|                                       |      |
| Légende : nc = non classéSource : UCI |      |

## Palmarès sur piste

### Championnats nationaux
- Roubaix 2023
  -  Championne de France de poursuite juniors
  -  Championne de France d'omnium juniors